# Скобельцын, Борис Степанович
Борис Степанович Скобельцын (30 апреля 1921, Петроград — 13 ноября 1995, Псков) — советский архитектор, реставратор, фотохудожник. «Почетный гражданин города Пскова» (1995)

## Биография
Происходил из дворянского рода Скобельцыных. Его отец — инженер завода «Русский дизель» Степан Владимирович Скобельцын (1886—1952); дед — физик, директор Петроградского политехнического института Владимир Владимирович Скобельцын (1863—1947). Мать — Софья Ивановна, урождённая Авакова. Брат-близнец Кирилл погиб в 1942 году, защищая Ленинград — как и ещё один брат, Глеб. Ещё в семье были сестра Алла и брат Владимир.
После средней школы был призван в Красную армию; в мае 1941 года закончил военную школу младших авиаспециалистов. Всю войну служил в истребительном авиационном полку. Был награждён орденом Отечественной войны II степени, медалями «За оборону Сталинграда», «За освобождение Варшавы», «За взятие Берлина» и др. В конце войны познакомился со связисткой Еленой Ивановной Дамберг — своей будущей женой.
Демобилизован в начале 1946 года в звании гвардии младший лейтенант 6-го Истребительного авиационного Барановического ордена Александра Суворова корпуса. Поступил в 1948 году в Ленинградский инженерно-строительный институт, где проучился только два года. Работал в ленинградских строительных организациях конструктором, техником-архитектором, инженером; один из сезонов трудился в Ярославской научно-реставрационной мастерской. Получив приглашение на работу в псковскую реставрационную мастерскую переехал в Псков. С 1955 года работал техником-реставратором.
Был консультантом снимавшегося в Пскове фильма «Огни» (1984) по одноимённой повести А. П. Чехова, сыграл в нём эпизодическую роль священника.

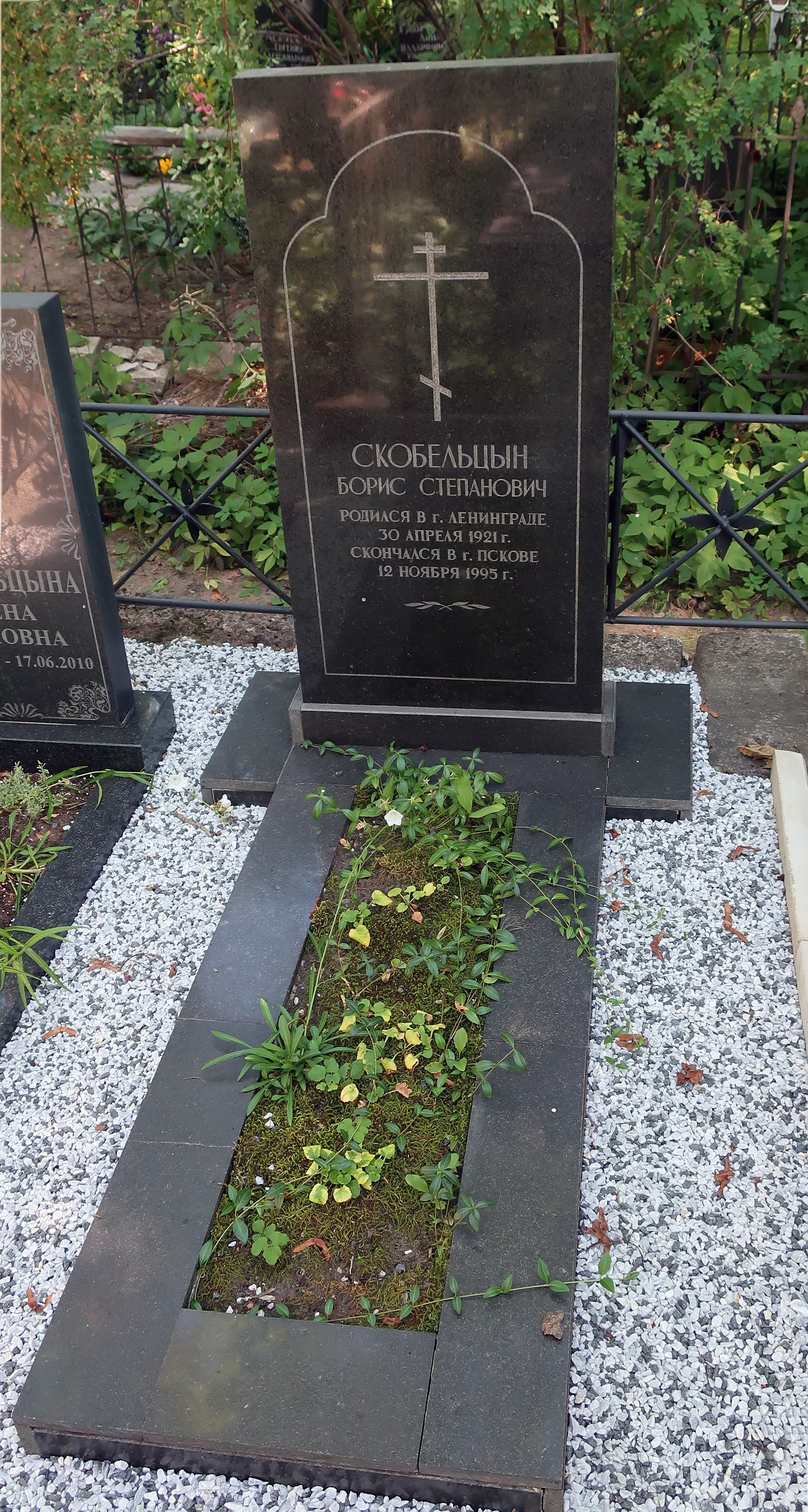
Могила Б. С. Скобельцына на Дмитриевском кладбище в Пскове

Похоронен в Пскове на Дмитриевском кладбище.

### Работы
- Часовня у церкви Жен Мироносиц
- Стена Псковской крепости от Власьевской башни до Профсоюзной улицы
- Церковь Св. Николы в селе Устье.
- Порховская крепость с консервацией и ремонтом храмов Рождества Богородицы и Никольского (с 1958 г.)
- Крыпецкий монастырь
- Трапезная церковь с колокольней и храм Рождества Христова в деревне Малы.
- Усадьба Васильчиковых — Строгановых в Волышове под Порховом.
- Церковь Николы со Усохи (1972 г.)

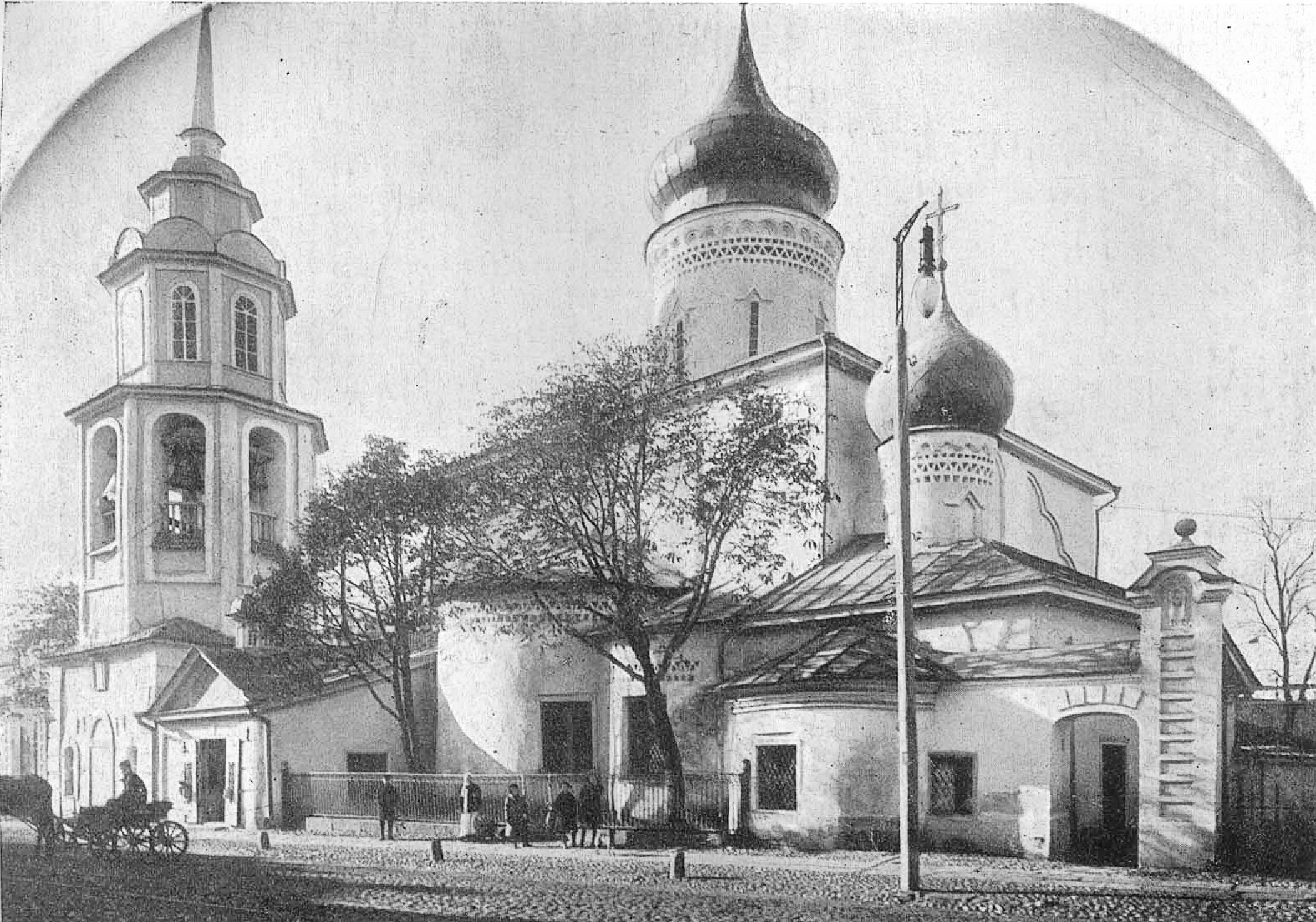
Церковь Николы со Усохи (фото начала XX века)
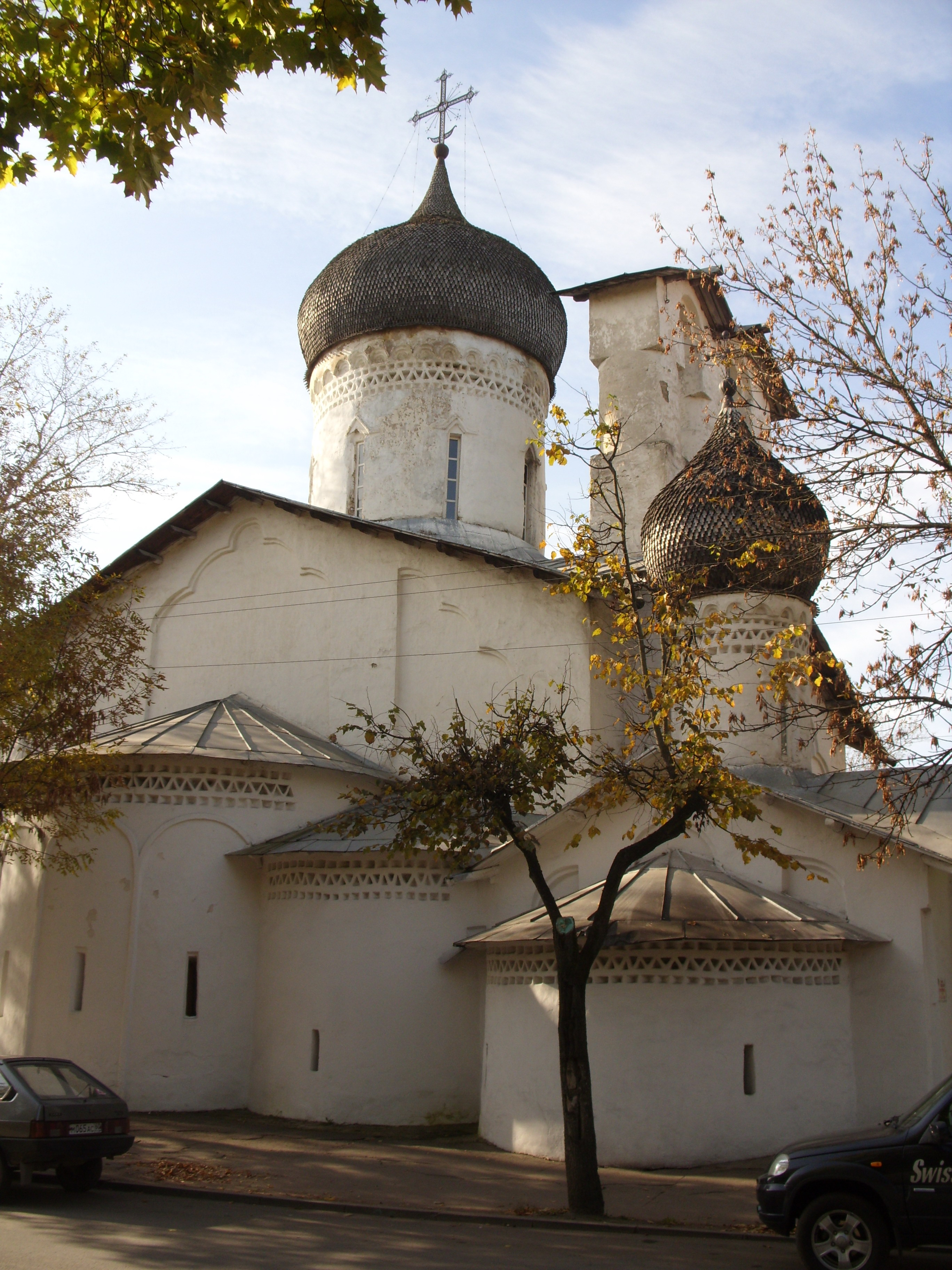
Церковь Николы со Усохи (фото 2010 года)

## Печатные труды. Альбомы
- Псков. — Л.: «Лениздат», 1966. — Текст и комментарии Скобельцыной Е. С.
- Выставка художественных фотографий «Пушкинские места и памятники архитектуры Псковского края». — Ленинград, 1967. Каталог. Л. 1966. — Предисловие Грановской Н. И.
- Скобельцын Б. С., Храброва Н. С. Псков. — Л.: «Искусство», 1969. — Альбом.
- Земля Псковская. — Л.: «Искусство», 1972. — Фотоальбом. — Вступ. статья Проханова А. и Скобельцына Б. С.
- Новгород. — Л.: «Искусство», 1975. — Альбом. — Вступ. статья Каргера М. К.
- Псков земной и Псков небесный. Фотоальбом. К 1100-летию первого упоминания Пскова в летописи. — Псков, 2003.

## Фотовыставки
- «Пушкинские места Псковской области в фотографиях Б. С. Скобельцына». 1964 г. во Всесоюзном музее им. А. С. Пушкина.
- «Архитектурное наследие земли Псковской», проходившая в выставочном зале Научно-исследовательского музея архитектуры им. А. В. Щусева (Москва), в Государственном музее этнографии (Санкт-Петербург), в Государственной библиотеке им. Ленина, в выставочном зале Псковского музея-заповедника.

## Память
- Памятная доска на стене дома № 40 Октябрьскому проспекту (установлена в 1996 году).

## Видео
«Золотой век псковской реставрации. Кто восстановил послевоенный Псков?» // ГражданинЪ TV. 16 декабря 2022. 